# Calandbrug (Rotterdam)
De Calandbrug is een stalen hefbrug over het Calandkanaal in het Nederlandse industriegebied Rotterdam-Europoort. De doorvaartopening van de hefbrug is 50 meter hoog en 60 meter breed.
De Calandbrug werd officieel geopend op 6 juni 1969 door toenmalig staatssecretaris van Verkeer en Waterstaat Mike Keyzer. De brug telt 2x2 rijstroken, twee voormalige goederensporen, een voetpad en een fietspad. De goederensporen op de brug maakten tot november 2021 deel uit van de havenspoorlijn Rotterdam en de Betuweroute. De autoweg is onderdeel van de Rijksweg 15. Tot 2004 ging ook het doorgaande verkeer over de Calandbrug, in dat jaar werd namelijk de Thomassentunnel geopend voor het doorgaande verkeer.
Bij de bouw van de Calandbrug was het Calandkanaal nog niet aangelegd. De brug stond toen midden in de polder. Het bedieningshuis van de brug is door de firma De Vries Robbé uit Gorinchem gemaakt en in april 1968 aan een van de heftorens bevestigd.
Achter de Calandbrug ligt de Brittanniëhaven, waar jaarlijks 250 autoschepen aankomen. Deze schepen liggen hoog op het water. Om een brugpassage ook boven windkracht 5 mogelijk te maken is bij de Calandbrug langs de zuidkant van het kanaal een windscherm gebouwd van 1750 meter lang en 25 meter hoog, naar een ontwerp van gemeentearchitect Maarten Struijs met medewerking van landschapskunstenaar Frans de Wit. De bouw hiervan begon in 1983 en de oplevering was in 1985.
Bij de Calandbrug heeft het scheepvaartverkeer voorrang op het wegverkeer, omdat de bedrijven in de Brittanniëhaven daar volgens afspraak zijn gevestigd "alsof zij aan open zee liggen". Voor het wegverkeer is vanwege de veel voorkomende files een tunnel gebouwd: de Burgemeester Thomassentunnel, die in 2004 geopend is. De brug wordt sinds dat jaar alleen nog gebruikt voor het vervoer van gevaarlijke stoffen, aangezien vervoerders van dergelijke stoffen niet door de tunnel mogen gaan.
Een maquette op schaal 1:100 van de Calandbrug is te vinden bij familieattractie Railz Miniworld in Rotterdam.

## Vernieuwing
De Calandbrug maakte deel uit van de Betuweroute, gedeelte havenspoorlijn Rotterdam, en was voor het spoorgoederenvervoer de enige oeververbinding over het Calandkanaal van en naar de Maasvlakte. In 2013 startte de overheid een proces voor de vervanging van de brug. De brug bereikte in 2020 het einde van haar technische levensduur. Verder was de bestaande voorrangsregel voor de scheepvaart een capaciteitsknelpunt, de brug zou in de nabije toekomst steeds vaker opengaan hetgeen het treinverkeer zou hinderen. Ten slotte ervoeren de bewoners van het nabijgelegen Rozenburg geluidsoverlast van treinen die over de stalen brug reden.

### Theemswegtracé
Diverse alternatieven werden overwogen, voordat een definitieve keuze werd gemaakt. In februari 2015 is besloten om het Theemswegtracé als oplossing te kiezen. Die hield in dat het treinverkeer voortaan een alternatieve route over de Theemsweg zou nemen. Het bestaande spoortracé werd naar het zuiden toe omgebogen, zodat de Havenspoorlijn om de Brittanniëhaven heen werd geleid. Hierdoor was een beweegbare brug voor spoorverkeer overbodig.
Andere alternatieven zoals een spoortunnel, een zinkbrug of het wijzigen van de voorrangsregels voor het treinverkeer waren te duur, technisch onzeker en/of werden als te inefficiënt afgewezen.
Op 2 november 2021 reed de laatste goederentrein over de Calandbrug. Vanaf 8 november wordt het treinverkeer in beide richtingen via het nieuwe Theemswegtracé geleid. De sporen over de brug zijn sindsdien afgekoppeld en buiten gebruik.

## Afbeeldingen

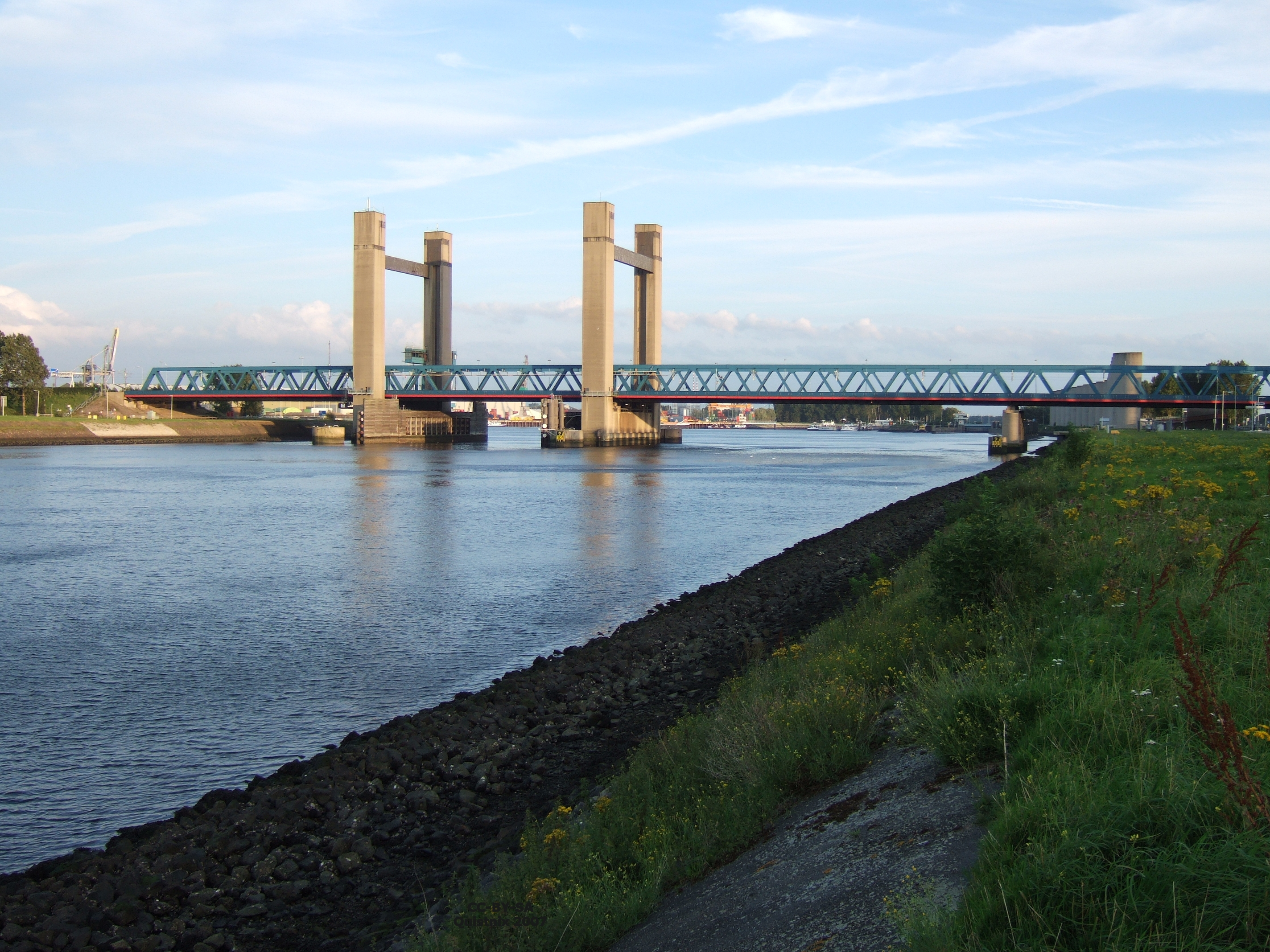
Calandbrug
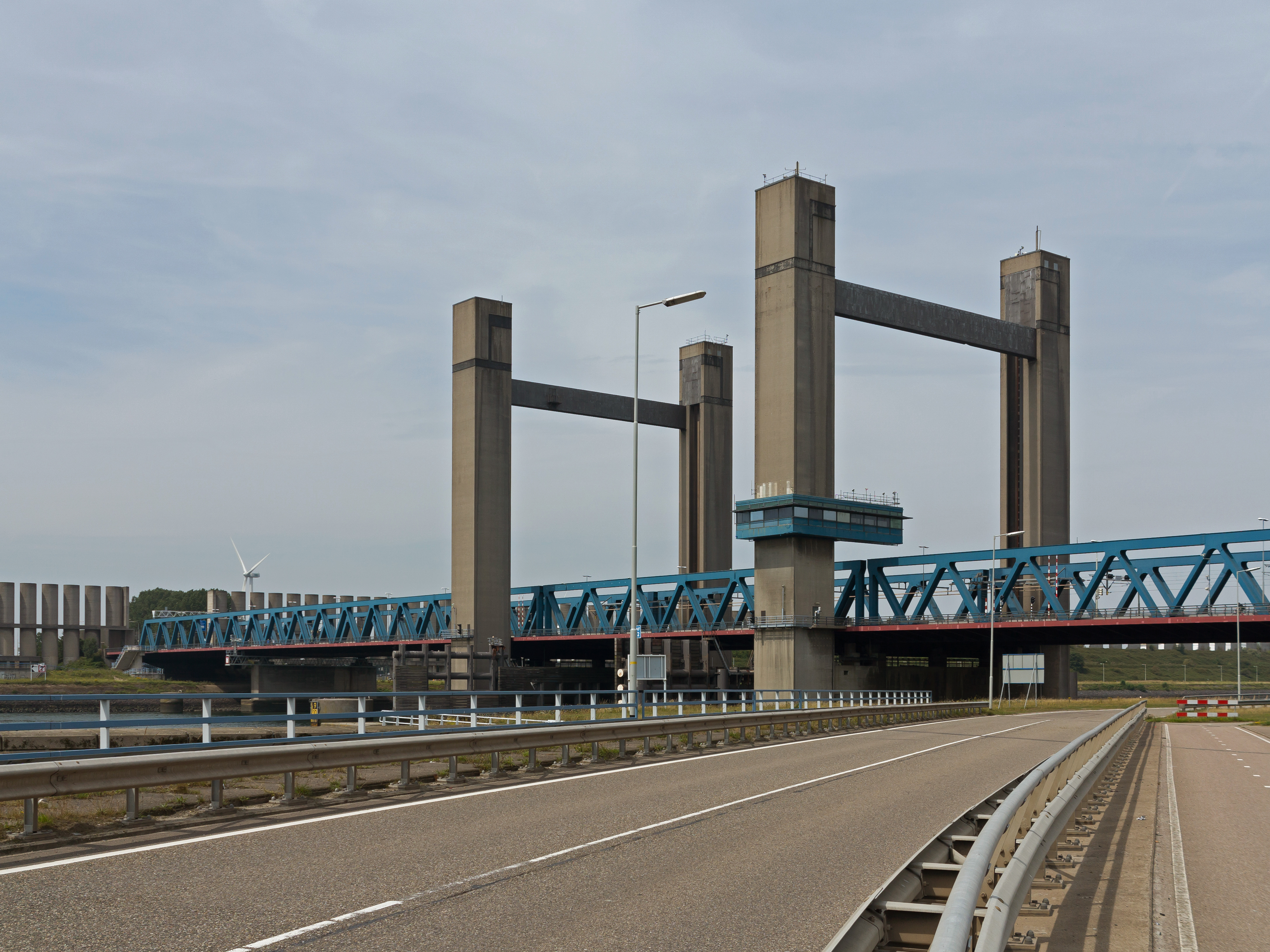
Calandbrug bij Rozenburg
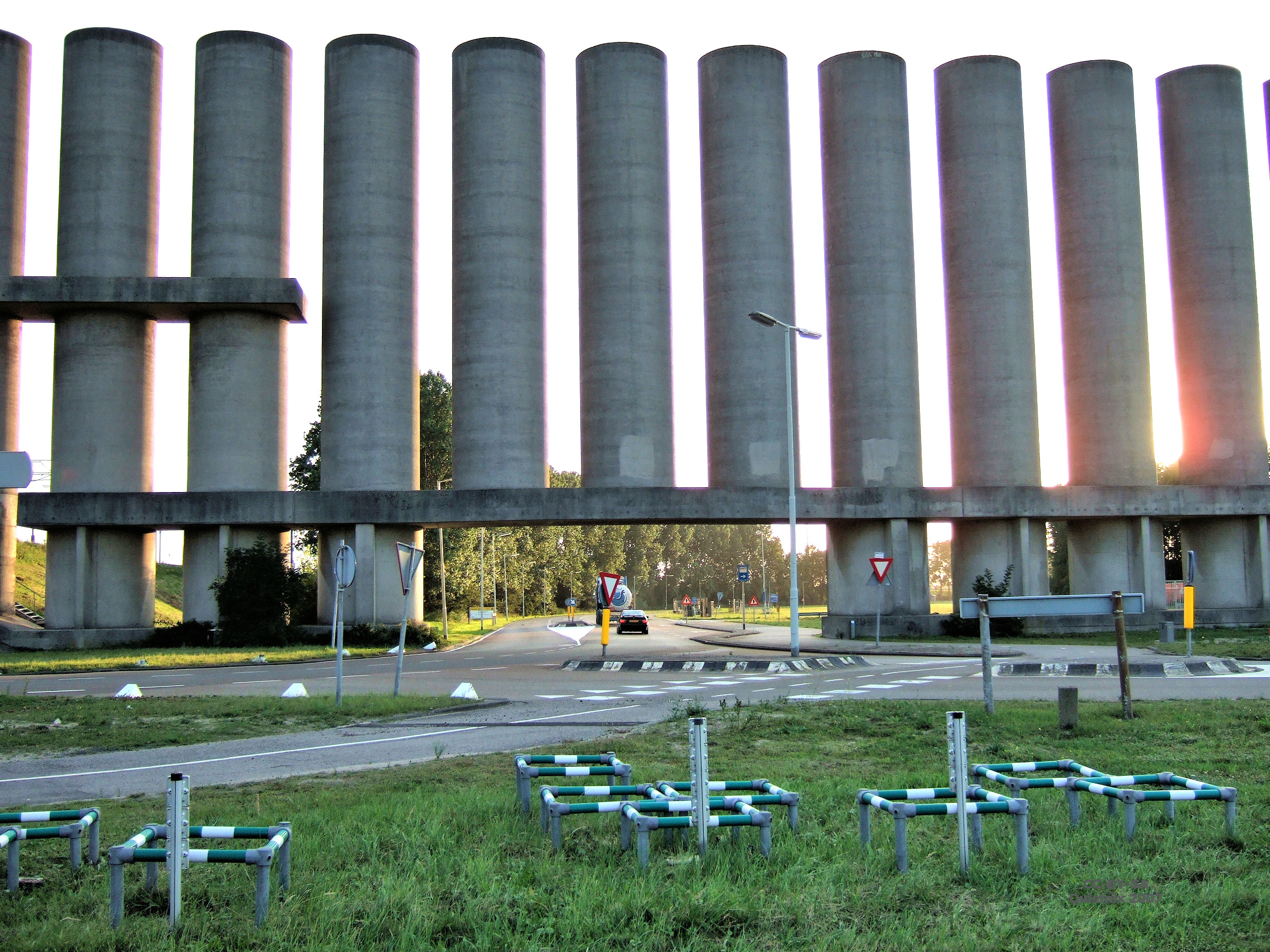
Doorgang voor autoverkeer in het windscherm
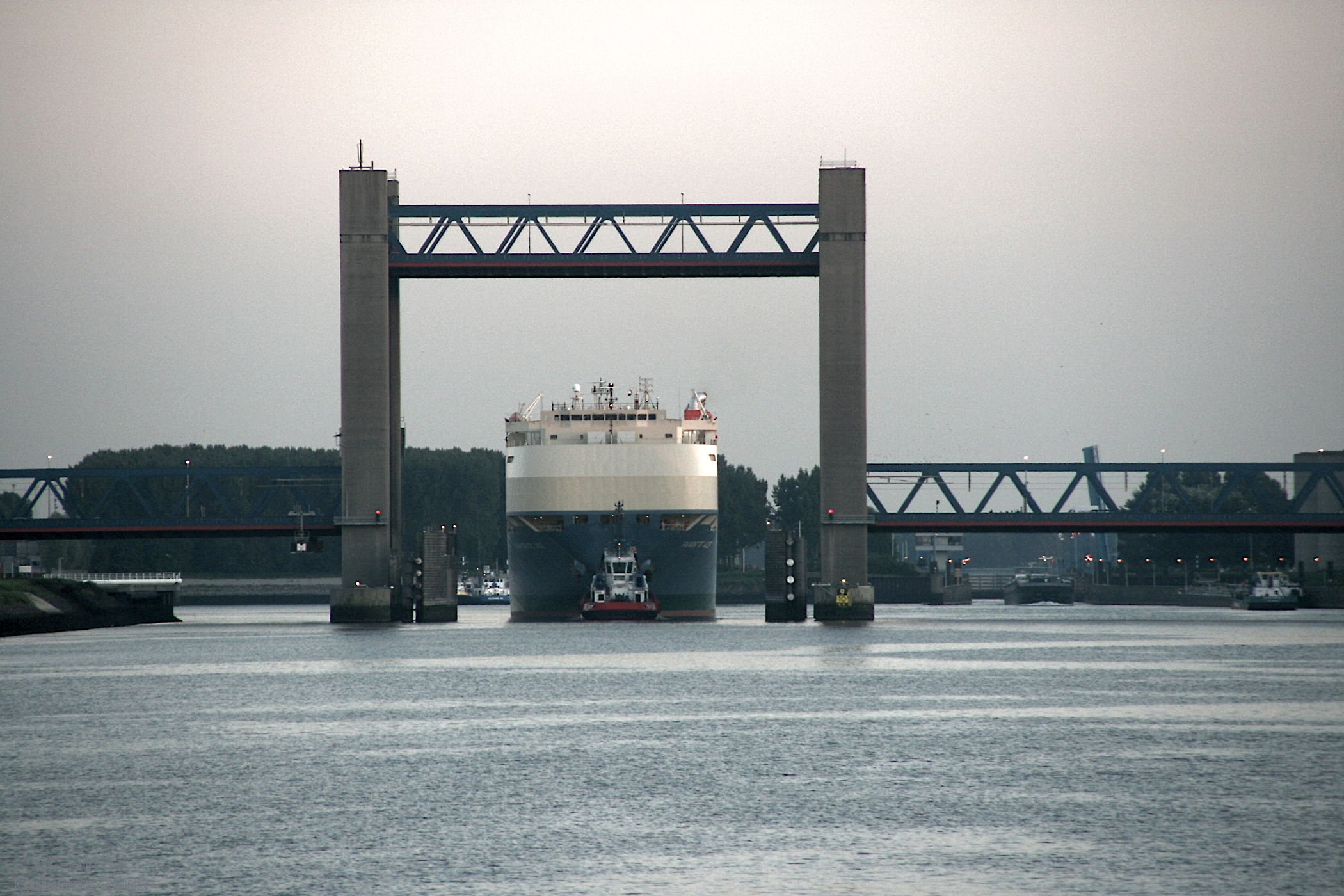
Er is niet veel ruimte over tussen een autoschip en de geopende Calandbrug
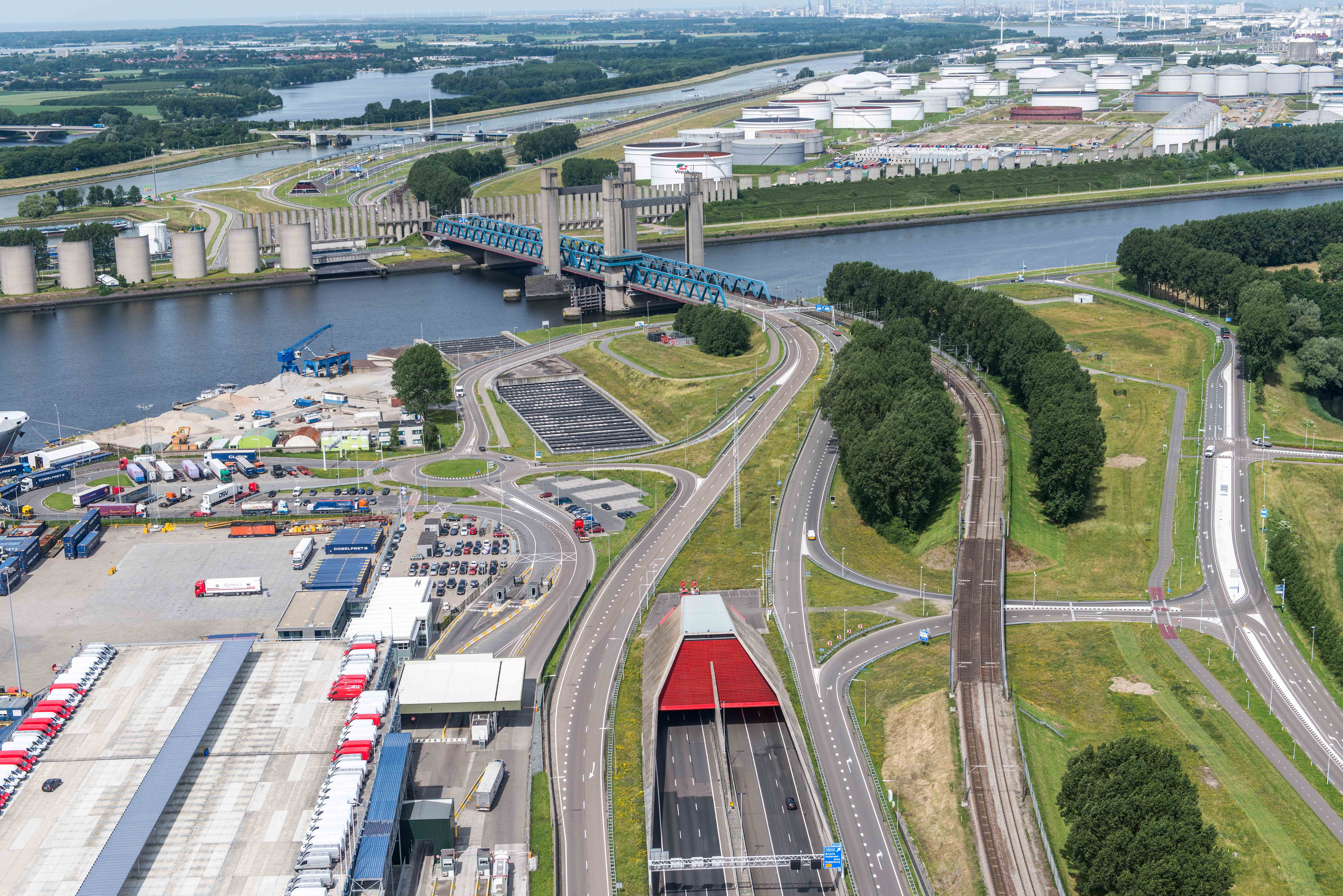
De Calandbrug en de inrit van de Burgemeester Thomassentunnel